# Abgar Barsom
Abgar Aram Diego Barsom (* 4. September 1977 in Örebro) ist ein ehemaliger schwedischer Fußballspieler aramäischer Abstammung. Der Mittelfeldspieler, der in der schwedischen U-18-Auswahl zum Einsatz kam, spielte im Laufe seiner Karriere in Schweden, Griechenland, der Niederlande und Norwegen.

## Werdegang
Barsom spielte in seiner Jugend bei BK Forward in seiner Heimatstadt Örebro. Nachdem er im Laufe der Spielzeit 1996 für den Klub im Männerbereich debütiert hatte und sich in der zweitklassigen Division 1 einen Stammplatz erkämpfen konnte, musste er mit dem Klub am Ende der Saison in die Division 2 Västra Svealand absteigen. Nach drei Jahren in der Drittklassigkeit wurde er von Djurgårdens IF abgeworben.
Beim Erstligaabsteiger konnte er sich direkt in die Stammmannschaft spielen. Nach einer Knieverletzung im Sommer verlor er zunächst seinen Stammplatz, den er nach dem Aufstieg in der Allsvenskan wiedererobern konnte. Im Sommer 2002 verließ er den Klub, der Pokalsieger wurde und am Saisonende den Lennart-Johansson-Pokal als schwedischer Meister errang, und wechselte zum SC Heerenveen.
In den Niederlanden blieb Barsom jedoch glücklos und nach anderthalb Jahren in der Ehrendivision kehrte er nach Schweden und zu DIF zurück. Mit dem Klub gelang ihm 2004 der Sieg im Svenska Cupen und ein Jahr später das Double aus Meisterschaft und Pokalsieg. Nach Ablauf seines Vertrages im Dezember 2006 ging er für ein halbes Jahr nach Griechenland zum Zweitligisten Messiniakos.
Im Sommer 2007 kehrte Barsom nach Schweden in die Allsvenskan zurück. Neuer Arbeitgeber wurde der im Abstiegskampf befindliche Örebro SK, wo er einen bis Saisonende gültigen Vertrag unterschrieb. Obwohl der Klassenerhalt als Drittletzter bewerkstelligt wurde, entschied sich Barsom zum Vereinswechsel. Zum Jahreswechsel wurde bekannt, dass er sich dem von seinem Landsmann Anders Grönhagen trainierten norwegischen Klub Fredrikstad FK in der Tippeligaen anschließen würde. Trotz zweier Platzverweise im Saisonverlauf konnte er sich in seiner ersten Spielzeit in Norwegen als Stammspieler etablieren und wurde mit dem Klub Vizemeister.
Nach Auslaufen seines Vertrages Ende 2009 war Barsom zunächst vertragslos, im März kehrte er nach Schweden zurück und schloss sich dem Zweitligisten Syrianska FC an. An der Seite von Suleyman Sleyman, Yussuf Saleh und Peter Ijeh war er als Stammspieler einer der Garanten für den erstmaligen Erstligaaufstieg in der Vereinsgeschichte. Die Spielzeit 2011 beendete er mit der Mannschaft auf dem Relegationsplatz, als Torschütze im Rückspiel gegen Ängelholms FF war er entscheidend am Klassenerhalt nach einer 1:2-Hinspielniederlage und einem 3:1-Rückspielerfolg beteiligt.
Im Dezember 2011 fiel Barsoms Name im Rahmen eines Skandals im norwegischen Fußball, als Unregelmäßigkeiten bei Spielertransfers von Fredrikstad FK aufgedeckt wurden. Im Zentrum der polizeilichen Ermittlungen stehen der vormalige Sportchef Morgan Andersen – bekannt durch die Premier-League-Transferkontroverse um John Obi Mikel – und der Transfer des Esten Raio Piiroja, aber auch hinsichtlich des seinerzeit ablösefreien Barsom wurde eine Zahlung in Höhe von einer Million schwedischen Kronen an eine später aufgelöste Firma getätigt.

## Erfolge
- Schwedischer Meister: 2002 1, 2005
- Schwedischer Pokalsieger: 2002 1, 2004, 2005
- Neuling des Jahres in der Allsvenskan: 2001